# Kirsten Flagstad
Kirsten Malfrid Flagstad (n. 12 iulie 1895, Comuna Hamar, Hedmark, Norvegia – d. 7 decembrie 1962, Oslo, Norvegia) a fost o cântăreață norvegiană de operă, soprană dramatică wagneriană. Este reputată ca una dintre cele mai mari voci ale secolului al XX-lea; unii critici muzicali au numit-o „vocea secolului”. Desmond Shawe-Taylor⁠(en)[traduceți] a scris în The New Grove Dictionary of Music and Musicians⁠(en)[traduceți]: „Nimeni, în memoria vie, nu a depășit-o prin frumusețea pură și consistența liniei și tonului.”